# Комісар з валлійської мови
Комісар з валлійської мови (валл. Comisiynydd y Gymraeg) — посада, запроваджена в Уельсі в порядку правонаступництва Валлійської мовної ради відповідно до Закону про валлійську мову 2011 року. Посада запроваджена 1 квітня 2012 року, першим комісаром з валлійської мови стала Мері Г'юз, яка раніше обіймала посаду заступника виконавчого директора Валлійської мовної ради. Посада комісара з валлійської мови є політично незалежною.
За даними перепису 2001 року, валлійською мовою у Великій Британії володіло 611 000 осіб, що становило 20,5 % населення Вельсу, (в порівнянні з 18,5 % у 1991-му), або 1 % усього населення Великої Британії. З усім тим, статус валлійської мови як рівної англійській закріплений низкою законодавчих актів, зокрема, Законом про валлійську мову 1993 року.
Основним завданням комісара з валлійської мови є сприяння використанню валлійської мови.
За даними офіційного вебсайту комісара, в основі його діяльності лежить два основних принципи:
- Валлійська повинна мати в Уельсі умови функціонування не гірші, ніж англійська мова;
- Жителі Вельсу повинні мати можливість користуватися ЗМІ валлійською мовою (за бажанням);

Комісар з валлійської мови має право робити все, що вважає за доцільне, у сфері:
- Сприяння використанню валлійської мови;
- Розвитку використання валлійської мови;
- Забезпечення можливостей функціонування валлійської мови нарівні з англійською.

Діяльність комісара охоплює розширення можливостей використання валлійської мови, заохочення найкращих практик використання валлійської, а також правові питання функціонування валлійської мови, підготовку та публікацію звітів, досліджень, освітні діяльності та вироблення письмових рекомендацій міністрам Уряду Уельсу і приватним особам.